# Chloris monguilloti
Chloris monguilloti е вид птица от семейство Чинкови (Fringillidae).

## Разпространение
Видът е разпространен във Виетнам.